# Peteroma albilinea
Peteroma albilinea là một loài bướm đêm trong họ Noctuidae.